# Mathias Cormann
Mathias Cormann (Eupen, 20 settembre 1970) è un politico e diplomatico australiano, nato e cresciuto in Belgio.
Dal 1º giugno 2021 è il Segretario Generale dell'OCSE.

## Biografia
Nato ad Eupen, nella comunità germanofona del Belgio, è cresciuto nel villaggio di Raeren, a 5 km dal confine con la Germania e ha frequentato la scuola superiore a Liegi e l'Università di Namur dove si è laureato in legge.
In giovane età si iscrive al Partito Cristiano Sociale e viene eletto a 21 anni nel consiglio comunale di Raeren.
Dopo aver intrapreso una relazione con una ragazza australiana, nel giugno 1994 visita la sua famiglia a Perth. Nonostante la relazione non sia continuata, nel luglio 1996 si trasferisce definitivamente a Perth. Fin da subito stabilisce connessioni con la sezione locale dell'Australia Occidentale del Partito Liberale d'Australia e lavora nello staff prima della ministra di Stato per la famiglia Rhonda Parker e poi del Governatore Richard Court.
Il 20 giugno 2007 entra per la prima volta in Senato dopo le dimissioni di Ian Campbell e nel 2010 viene eletto per un mandato pieno di 6 anni venendo poi rieletto nel 2016.
Nel 2013 quando la sua coalizione vince le elezioni diventa ministro delle finanze, ruolo che mantiene nei Governi di Tony Abbott, Malcolm Turnbull e Scott Morrison fino al 2020 divenendo così la persona che ha detenuto la carica per il periodo più lungo nella storia dell'Australia. Dal settembre 2015 al dicembre 2017 è stato anche il portavoce del Governo al Senato.
Nell'ottobre 2020 si dimette da ministro delle finanze e viene nominato dal Primo Ministro Scott Morrison come candidato dell'Australia al ruolo di Segretario Generale dell'OCSE, ruolo a cui viene eletto il 12 marzo 2021. Entra ufficialmente in carica il 1º giugno, primo australiano ad assumere tale carica.